# Ruth Núñez
Ruth Núñez (Madrid, 7 avril 1979) est une actrice espagnole connue surtout grâce à ses rôles dans les séries télévisées Compañeros et Yo soy Bea.

## Filmographie

### TV
- Compañeros (1999-2002). Antena 3. Tanja.
- El Pantano (2003). Antena 3. Herminia.
- Yo soy Bea (2006-2008). Telecinco. Bea.

#### Rôles épisodiques
- Periodistas (1998). Aurora.
- Hospital Central (2000). Laura.
- Policías, en el corazón de la calle (2002). Estrella.
- El Comisario (2004). Olga Monforte.

### Films
- Adiós con el corazón (2000), de José Luis García Sánchez. Doncella.
- No te fallaré (2001), de Manuel Ríos San Martín. Tanja.
- Yoyes (2000), de Helena Taberna. Bego.

#### Courts-métrages
- Lencería de ocasión (1999), de Teresa Marcos.
- Dejavu (2003) de (Jesús García).
- NotamotoF (2004), de Rubén Coca.

## Théâtre
- Romeo y Julieta (2009), de Will Keen. Com Julieta